# Sigmund I. Batthyány

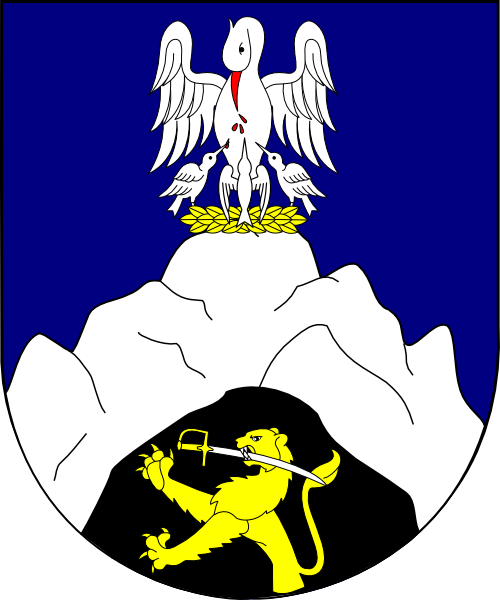
Wappen der Linien der Batthyány-Sekundogenitur

Sigmund I. Batthyány, häufig auch Sigismund I. Batthyány, Sigmund Batthyány oder Sigismund Batthyány, (ungarisch Batthyány I. Zsigmond; * 1673; † 30. Dezember 1726) war ein ungarischer Magnat und Grundherr aus der Adelsfamilie Batthyány, und als solcher Graf von Batthyány de Németújvár. Die zwischen ihm und seinen Untertanen ausgetragenen Konflikte um deren Privilegien involvierten aufgrund ihrer Länge und Intensität auch die damaligen Kaiser Leopold I., Joseph I. und Karl VI., und erlangten dadurch historische Bedeutung. Unter seinen Söhnen Adam III., Emmerich I. und Sigmund II. teilte sich die bereits damals aus einem älteren und jüngeren Zweig bestehende Familie in drei weitere Nebenlinien auf. Aus einem dieser Zweige gehen alle heute noch lebenden Familienmitglieder hervor.

## Herkunft und Familie
Sigismund I. entstammte dem alten und weit verzweigten ungarischen Magnatengeschlecht Batthyány, das später zu den bedeutendsten Adelsfamilien der Habsburgermonarchie gehörte. Er war der zweitälteste Sohn des Stammherren der Batthyány-Sekundogenitur, Paul I. und dessen Ehefrau Katharina, geb. Gräfin Illésházy (1640–1681). Pauls Vater Adam I. wird von der Familie bis heute als „Stammvater im engeren Sinn“ betrachtet und teilte den bis dahin in einer Hand vereinigten Besitz unter seinen Söhnen Christoph II. und Paul I. auf, wodurch eine ältere und eine jüngere Linie der Familie gegründet wurden. Aus den Nachkommen des älteren Sohnes Christoph ging später die erste fürstliche Linie hervor, aus den Nachkommen Pauls die ursprünglich gräfliche Linie, die aber nach dem Aussterben der älteren Linie im Jahr 1915 ebenfalls in den Fürstenstand erhoben wurde.
Der ältere Bruder von Sigmund I. war Franz III. Batthyány (1668–1720), einer seiner Cousins der Feldherr und Ban von Kroatien, Adam II. Batthyány.

## Leben und Wirken

### Kindheit und Jugend
Sowohl der Geburtsort Sigmunds, als auch das genaue Geburtsdatum sind unbekannt. Die Familie verbrachte den Großteil ihrer Zeit aber vermutlich auf Schloss Pinkafeld und dem Stammsitz der Batthyány, Burg Güssing. Letztere blieb bei der Güterteilung unter Christoph II. und Paul I. zwar ungeteilter Familienbesitz, ihre Räumlichkeiten wurden aber unter den einzelnen Familienzweigen aufgeteilt. Die Burg diente daher auch der jüngeren Linie, der Sigmund entstammte, als Hauptwohnsitz in der Stadt Güssing. Eben dort verstarb sein Vater Paul I. am 11. April 1674 im Alter von 34 oder 35 Jahren. Die Vormundschaft über Sigmund und seinen 1668 geborenen älteren Bruder Franz übernahm deren Onkel Ladislaus Graf Csáky. Dieser geriet aber mit den Untertanen der Herrschaft Pinkafeld – die ihm als Vormund der beiden Söhne Pauls unterstellt war – in einen Streit über deren seit 1397 bestehende Privilegien. Nach einer erfolgreichen Beschwerde der Bevölkerung bei Kaiser Leopold I. wurde die Vormundschaft über Sigmund und Franz daher 1676 an den Bruder ihres verstorbenen Vaters, Christoph II. übertragen (siehe Geschichte der Herrschaft Pinkafeld).

### Konflikte als Grundherr

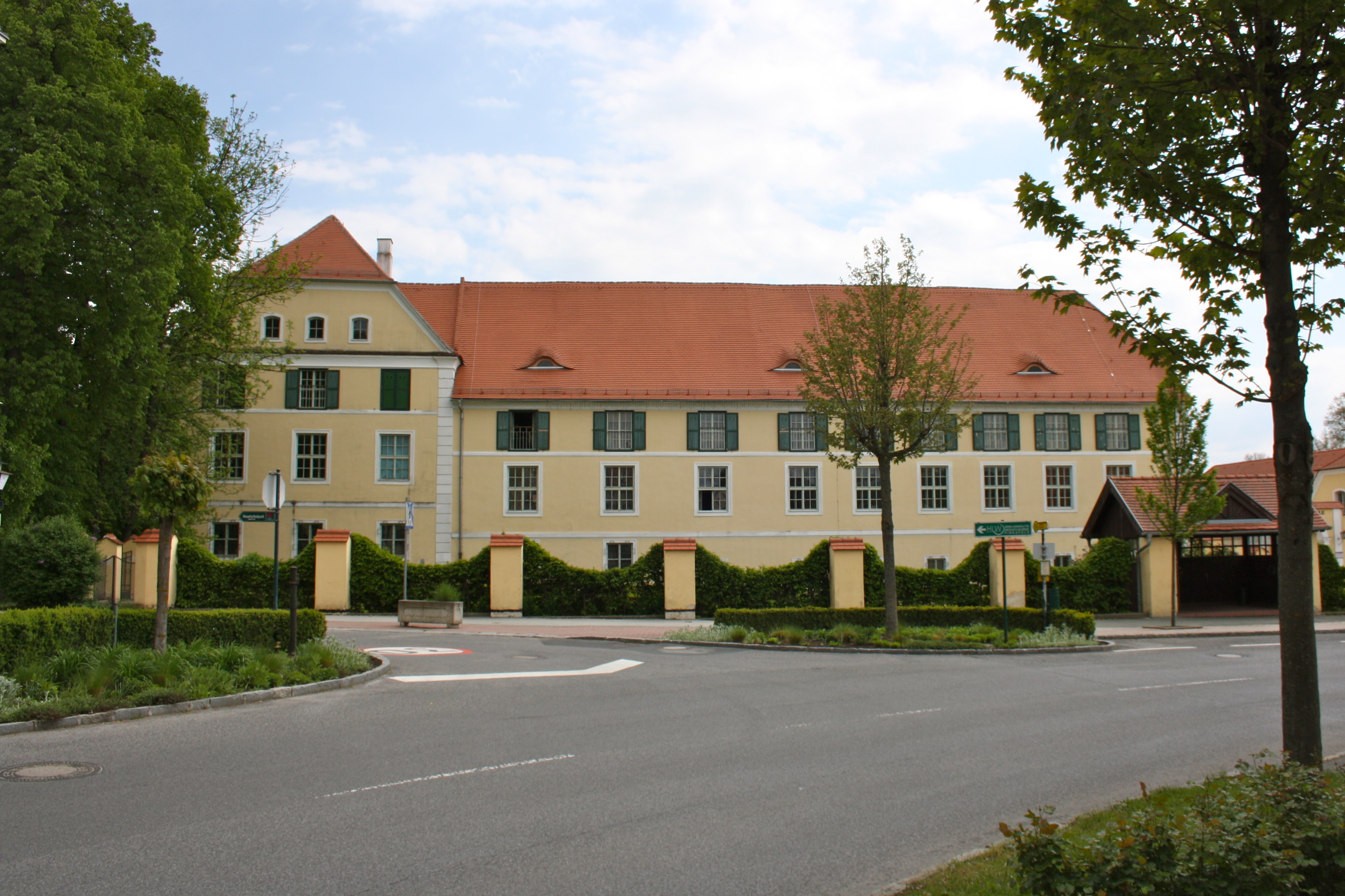
Sigmunds ehemaliger herrschaftlicher Hauptsitz, Schloss Batthyány in Pinkafeld

Im Erwachsenenalter übernahmen die beiden Brüder erst die gemeinschaftliche Verwaltung über die von ihrem Vater geerbten Güter, teilten den Besitz dann aber 1698 untereinander auf. Dabei erhielt jeder der beiden Teile der Herrschaften in Schlaining, Rechnitz, Pinkafeld und Güssing – eine Art der Güterteilung, die bereits ihr Vater und ihr Onkel vorgenommen hatten. Von der wichtigsten der Herrschaften ihres Vaters, Pinkafeld, erhielt Sigismund die Orte Pinkafeld, Riedlingsdorf, Kroisegg, Unterschützen, Goberling, Grodnau, Aschau, Bergwerk und Neustift, und Franz erhielt Holzschlag, Günseck und Jormannsdorf.
Obwohl Sigmund zuvor die Privilegien der Pinkafelder bestätigt hatte, versuchte er ab 1697 deren Freiheiten wieder einzuschränken. Kaiser Leopold I. hatte die Mautfreiheit der Pinkafelder in diesem Jahr zwar bestätigt, Sigmund ließ diese in Rotenturm und Rechnitz aber dennoch zwingen Maut zu bezahlen. Die Pinkafelder beanspruchten hingegen Mautfreiheit im ganzen Königreich Ungarn und trugen ihre Beschwerden 1700 dem Kaiser vor. Diesen zufolge hatte Sigmund versucht der Bevölkerung die Blutgerichtsbarkeit und das Recht auf Weinausschank zu entziehen, behinderte durch Straßensperren den Warentransport zum Markt, und ließ einen Richter einsperren und einen Notar auspeitschen. Eine vom Kaiser 1701 einberufene Untersuchungskommission, der unter anderem Palatin Paul I. Fürst Esterházy, Hofkanzler Lászlo Mattyasovszky, und der Vorsitzende Primas Leopold Kardinal von Kollonitsch angehörten, gab den Beschwerden der Pinkafelder recht, und drohte Graf Sigismund hohe Strafen an. Die Exekution des Urteils entfiel lediglich aufgrund der zeitgleich auftretenden Kuruzzenunruhen. Diese plünderten 1704 die Stadt Pinkafeld – den Sitz der Herrschaft von Sigmund – und fielen 1707 und den folgenden Jahren immer wieder in sein Herrschaftsgebiet ein. Als Würdigung seiner Bestrebungen im Kampf gegen die Rebellen befreite ihn Leopold I. 1705 „von aller Kontribution und Kriegsbeschwerden auf 3 Jahre“.
Trotz dieser Phase der Entspannung zwischen Sigmund, seinen Untertanen und dem Kaiser versuchte der Graf die Unruhen zu nutzen, um erneut die Privilegien der Bevölkerung zu beschneiden. Der auf Betreiben der Bevölkerung wiederaufgenommene Prozess gegen ihn bestätigte das Urteil von 1701 und die kaiserliche Hofkammer wurde angewiesen die Rechte der Pinkafelder zu wahren. Zusätzlich bestätigten die Kaiser Josef I. und Karl VI. die Freiheiten 1709 und 1713 erneut. Sigmund und sein Prokurator beeinspruchten dies aber, beriefen sich auf einen Vertrag aus dem Jahr 1700, und stellten die Zuständigkeit der kaiserlichen Behörden in Wien in Frage – obwohl der ursprünglichen Kommission mit dem Hofkanzler, dem Palatin und dem Primas die ranghöchsten Würdenträger Ungarns angehörten, und Leopold I. und Joseph I. in Personalunion auch König von Ungarn waren. Die Auseinandersetzungen gingen daher bis weit über den Tod von Sigmund hinaus.

### Erbstreitigkeiten und Tod
Trotz der bereits 1690 unter den Brüdern erfolgten ersten Güterteilung, kam es zu Beginn des 18. Jahrhunderts zu Streitigkeiten um das ursprüngliche Erbe ihres Vaters. Diese wurden erst durch eine 1713 durchgeführte Neuaufteilung und eine 1717 von beiden erfolgte Anerkennung dieser Regelung beendet. Nur 3 Jahre später, am 9. März 1720 starb Franz III. aber ohne männlichen Erben, und seine Güter gingen auf Sigmund I. über, der die geteilte Herrschaft Pinkafeld daraufhin wieder vereinigte. Bereits unter seinen Söhnen erfolgte aber eine erneute Aufteilung des Besitzes.

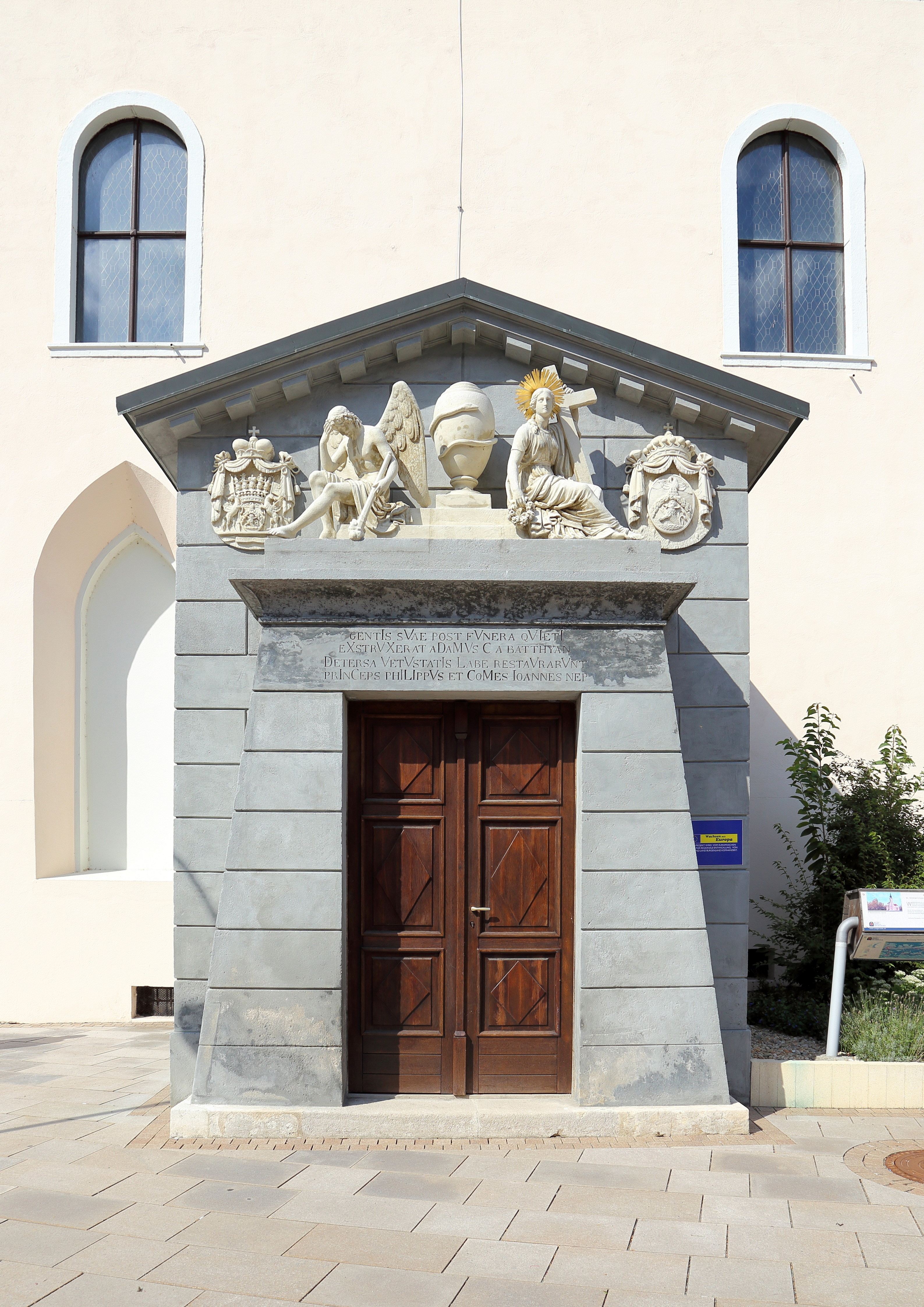
Der Haupteingang zur Batthyány-Familiengruft in Güssing, in der Sigmund bestattet wurde

Sigmund starb am 30. Dezember 1726 an einem nicht näher bekannten Ort. Er wurde in der von seinen Großeltern gestifteten Batthyány-Familiengruft unter Franziskanerkloster und Klosterkirche Güssing, die auch von seinem Großvater Adam I. errichtet wurden, bestattet.

## Ehe und Nachkommen
Sigmund war mit Isabella Rosina (1670–1731), geb. Gräfin Gallenberg, verwitwete Gräfin Erdődy verheiratet. Aus der Ehe gingen zehn Kinder hervor:
- Anna Bernhardina (1697–1778)
- Anna Aurelia Elizabeta (1700–1738) ⚭ Dismas Andreas Graf von Auersperg (1680–1742)
- Paul II. Graf Batthyány (1702–1740), Domprobst zu Raab
- Adam III. Graf Batthyány (1704–1782) ⚭ Maria Anna, geb. Gräfin Esterházy (1716–1757)
- Emmerich I. Graf Batthyány (1707–1774)

1. ⚭ Maria Anna Victoria Walburga Josefa Eleonora Cyriaka, geb. Gräfin Sauer von Krosiagh zu Ankerstein (1720–1764)
2. ⚭ Eva, geb. Gräfin Reichenhuber Kautz (?)

- Franziska (1708–1753)
- Anna Maria Regina (1710–1743) ⚭ Alexander Anton Innozenz Karl Graf von Auersperg (1702–1759)
- Sigmund II. Graf Batthyány (1712–1777) ⚭ Rosalia Anna Maria Christina, geb. Gräfin von Lengheimb (1707–1788)
- Julianna (1715–1807) ⚭ Pál Balassa († 1770)
- Borbála (?) ⚭ verheiratet mit einem Grafen Erdődy

Der Familienzweig Sigmunds teilte sich unter drei seiner Söhne in weitere Zweige auf: Adam III. begründete die Scharfensteiner, Emmerich I. die Pinkafelder und Sigmund II. die Schlaininger Linie. Während der Scharfensteiner Zweig 1831 ausstarb und der Schlaininger Zweig 1934, besteht der Pinkafelder Zweig bis heute. Alle heute noch lebenden Mitglieder der Familie sind Nachkommen Emmerich I., und damit auch von Sigmund I. Batthyány.

## Auszeichnungen
- k.k Kämmerer[21]